# MTV Movie Awards 1994
3. gala MTV Movie Awards odbyła się 4 czerwca 1994 roku. Prowadzącym uroczystość był Will Smith.
Podczas gali wystąpili Bon Jovi – Nate Dogg i Warren G. – Toni Braxton i John Mellencamp z Me'Shell NdegeOcello – a także grupa Backbeat z Mikiem Millsem (R.E.M.) – Dave’em Grohlem (Nirvana) – Dave’em Pirnerer (Soul Asylum) – Thurstonem Moore’em (Sonic Youth), Donem Flemingiem (Gumball) i Gregiem Dullim (Afghan Whigs).

## Nominacje

### Najlepszy film
- Zagrożenie dla społeczeństwa
- Ścigany
- Jurassic Park
- Philadelphia
- Lista Schindlera

### Najlepszy aktor
- Tom Hanks – Philadelphia
- Tom Cruise – Firma
- Harrison Ford – Ścigany
- Val Kilmer – Tombstone
- Robin Williams – Pani Doubtfire

### Najlepsza aktorka
- Janet Jackson – Poetic Justice: Film o miłości
- Angela Bassett – Tina
- Demi Moore – Niemoralna propozycja
- Julia Roberts – Raport Pelikana
- Meg Ryan – Bezsenność w Seattle

### Najbardziej pożądany aktor
- William Baldwin – Sliver
- Tom Cruise – Firma
- Val Kilmer – Tombstone
- Jean-Claude Van Damme – Nieuchwytny cel
- Denzel Washington – Raport Pelikana

### Najbardziej pożądana aktorka
- Janet Jackson – Poetic Justice: Film o miłości
- Kim Basinger – Ucieczka gangstera
- Demi Moore – Niemoralna propozycja
- Alicia Silverstone – Zauroczenie
- Sharon Stone – Sliver

### Najlepsza rola przełomowa
- Alicia Silverstone – The Crush
- Ralph Fiennes – Lista Schindlera
- Jason Scott Lee – Smok: Historia Bruce’a Lee
- Ross Malinger – Bezsenność w Seattle
- Jason James Richter – Uwolnić orkę

### Najlepszy filmowy zespół
Harrison Ford i Tommy Lee Jones – Ścigany
- Mary Stuart Masterson i Johnny Depp – Benny i Joon
- Tom Hanks i Denzel Washington – Philadelphia
- Meg Ryan i Tom Hanks – Bezsenność w Seattle
- Dana Carvey i Mike Myers – Świat Wayne’a II

### Najlepszy czarny charakter
- T-rex – Jurassic Park
- Macaulay Culkin – Synalek
- John Malkovich – Na linii ognia
- Wesley Snipes – Człowiek-demolka
- Alicia Silvestrone – Zauroczenie

### Najlepszy występ komediowy
- Robin Williams – Pani Doubtfire
- Jim Carrey – Ace Ventura: Psi detektyw
- Johnny Depp – Benny i Joon
- Whoopi Goldberg – Zakonnica w przebraniu II
- Pauly Shore – Szalony zięć

### Najlepsza piosenka filmowa
- Will You Be There (Michael Jackson) – Uwolnić orkę
- All for Love (Bryan Adams i Rod Stewart) – Trzej muszkieterowie
- Can't Help Falling in Love (UB40) – Sliver
- I’m Gonna Be (500 Miles) (The Proclaimers) – Benny i Joon
- Streets of Philadelphia (Bruce Springsteen) – Philadelphia
- When I Fall in Love (Céline Dion i Clive Griffin) – Bezsenność w Seattle

### Najlepszy filmowy pocałunek
- Demi Moore i Woody Harrelson – Niemoralna propozycja
- Patricia Arquette i Christian Slater – Prawdziwy romans
- Kim Basinger i Dana Carvey – Świat Wayne’a II
- Jason James Richter i Willy – Uwolnić orkę
- Winona Ryder i Ethan Hawke – Orbitowanie bez cukru

### Najlepsza scena akcji
- wykolejenie pociągu – Ścigany
- scena otwierająca – Cliffhanger
- scena z motocyklem – Hard Target
- t-rex i jeep – Jurassic Park
- Lena Olin skuta kajdankami na tylnym siedzeniu samochodu – Krwawy Romeo

### Najlepszy nowy twórca
- Steve Zaillian, reżyser Szachowego dzieciństwa

### Nagroda za życiowe osiągnięcie
- Richard Roundtree – Shaft